# Oerlikon Balzers
Oerlikon Balzers ist ein liechtensteinisches Unternehmen der Schweizer OC Oerlikon Gruppe. Die Oerlikon Gruppe produziert Technologie im Maschinen- und Anlagenbau und bietet Lösungen für Dünnfilm-Beschichtungen, Heißkanalsysteme, Vakuumsysteme, zur Textilherstellung sowie für Antriebs- und Präzisionstechnologie an.

## Geschichte
Mit Unterstützung von Fürst Franz Josef II. und dem Schweizer Industriellen Emil Georg Bührle gründete Max Auwärter im 1946 die Gerätebauanstalt Balzers. Ziel war es, die bis dahin noch weitgehend unbekannte und wenig erforschte Vakuum-Dünnfilmtechnologie industriell nutzbar zu machen. Da zu dieser Zeit weder Anlagen noch Geräte für die Produktion von Dünnfilmbeschichtungen verfügbar waren, entwickelte und produzierte das Unternehmen diese kurzerhand selbst. Die ersten populären Anwendungen waren Sonnenschutz- und Anti-Reflexionsbeschichtungen für Brillengläser, Anti-Reflexionsbeschichtungen für Kameraobjektive, optische Filter und Reflektoren sowie Dünnfilme für elektronische Anwendungen.
1976 wurde das Unternehmen Mitglied der Oerlikon-Gruppe, damals Oerlikon-Bührle Holding AG. Im Jahr 1983 wurde in Italien das erste Beschichtungszentrum ausserhalb Liechtensteins, ein Jahr darauf in den Vereinigten Staaten eröffnet. Das erste Beschichtungszentrum im asiatischen Raum nahm 1987 seinen Betrieb in Japan auf.
Im Juni 2014 übernahm die Oerlikon Gruppe von der Schweizerischen Sulzer AG die Division Sulzer Metco, die seither unter der Bezeichnung Oerlikon Metco agiert. Der Dünnfilm-Bereich von Oerlikon Metco ist seit 2015 in Oerlikon Balzers integriert. Oerlikon Balzers, Oerlikon Metco und Oerlikon AM bilden die Surface Solutions Division der Oerlikon-Gruppe.
Oerlikon Balzers verfügt über ein wachsendes Netzwerk von mehr als 110 Beschichtungszentren in über 35 Ländern.
Der Hauptsitz von Oerlikon Balzers ist in Balzers, Liechtenstein, wo derzeit über 530 Mitarbeiter beschäftigt sind.

## Produkte
Das Unternehmen bietet Lohnbeschichtungen in Europa, Amerika und Asien, CVD-, PVD- und PACVD-basierte Beschichtungen, Wärmebehandlungslösungen und Beschichtungsanlagen an. Die Produkte und Dienstleistungen werden in den Anwendungsbereichen Zerspanung, Metallumformung, Kunststoff-Verarbeitung und Druckguss in den Branchen Automotive und Transport, Luft- und Raumfahrt, Medizin, Lebensmittel und Verpackung, Energie, Konsumgüter und Maschinenbau eingesetzt.